# Jeux d'Afrique centrale de 1987
Navigation
Édition précédente
La troisième édition des Jeux d'Afrique centrale se déroule à Brazzaville du 18 au 30 avril 1987. Elle réunit 11 pays qui s'affrontent dans cinq sports.
La compétition sert de qualification aux Jeux africains de 1987 à Nairobi pour les sports collectifs.

## Ville hôte
La compétition est initialement prévue au Zaïre en 1985. Faute de financement, elle est annulée puis finalement reprogrammée à Brazzaville en 1987. La ville avait déjà accueillie la Coupe d'Afrique centrale en 1972, précurseur des Jeux d'Afrique centrale.

## Sites des compétitions
La majeure partie des épreuves se déroulent au Stade de la Révolution. Les stades d’Ornano, Universitaire et Démocratisation accueillent également une partie de la compétition.

## Budget et sponsors
Le budget de ces Jeux s'élève à 12 millions de francs français. Adidas, Agip, Elf, la Banque de développement des États de l'Afrique centrale, et Accor sponsorisent ces Jeux.

## Participants
1 500 sportifs provenant de onze pays ont participé aux Jeux d'Afrique centrale :
- Angola
- Burundi
- Cameroun
- Gabon
- Guinée équatoriale
- République centrafricaine
- République du Congo
- Rwanda
- Sao Tomé-et-Principe
- Tchad
- Zaïre

## Épreuves
Cinq sports figurent au programme des Jeux d'Afrique centrale 1987 : 
- Athlétisme (détails)
- Basket-ball (détails)
- Football (détails)
- Handball (détails)
- Volley-ball (détails)

### Athlétisme
36 épreuves d'athlétisme (21 chez les hommes, 15 chez les femmes) sont organisées. Elles sont dominées par le Cameroun qui décroche 27 médailles dont 11 en or.
Seule la Guinée équatoriale n'aligne pas d'athlètes sur ces épreuves.

### Basket-ball
Huit sélections participent au tournoi masculin : l'Angola, le Cameroun, la république du Congo, le Gabon, la République centrafricaine, le Rwanda, le Tchad et le Zaïre.
Le Zaïre remporte le tournoi féminin.

### Football
La compétition de football est remportée par le Cameroun qui bat l'Angola 2-0 en finale. La République du Congo remporte le match pour la troisième place contre le Gabon sur le score de 3-2. Le match pour la cinquième place est remporté par le Zaïre qui bat 4-0 le Tchad.

### Handball
Cinq sélections participent au tournoi masculin : l'Angola, le Cameroun, la république du Congo, le Gabon et le Zaïre.

### Volley-ball
Sept nations participent aux tournois masculin et féminin : l'Angola, le Cameroun, la République du Congo, le Burundi, le Gabon, le Rwanda et le Zaïre.